# Rue Fustel-de-Coulanges (Massy)
Ne doit pas être confondu avec Rue Fustel-de-Coulanges.
La rue Fustel-de-Coulanges est une rue de Massy dans le quartier du Vieux Massy ou Massy Centre.

## Situation et accès
La rue Fustel-de-Coulanges relie la rue de la Division-Leclerc à la rue de Longjumeau. Le « chemin du trou de Toulon », voie piétonnière, la relie à l'avenue de l'Europe. C’est une voie de circulation à double sens de circulation bordée de trottoirs.

## Dénomination
Le nom rend hommage à l'historien Numa Denys Fustel de Coulanges (1830-1889), directeur de l'école normale supérieure, qui habitait Massy.

## Historique

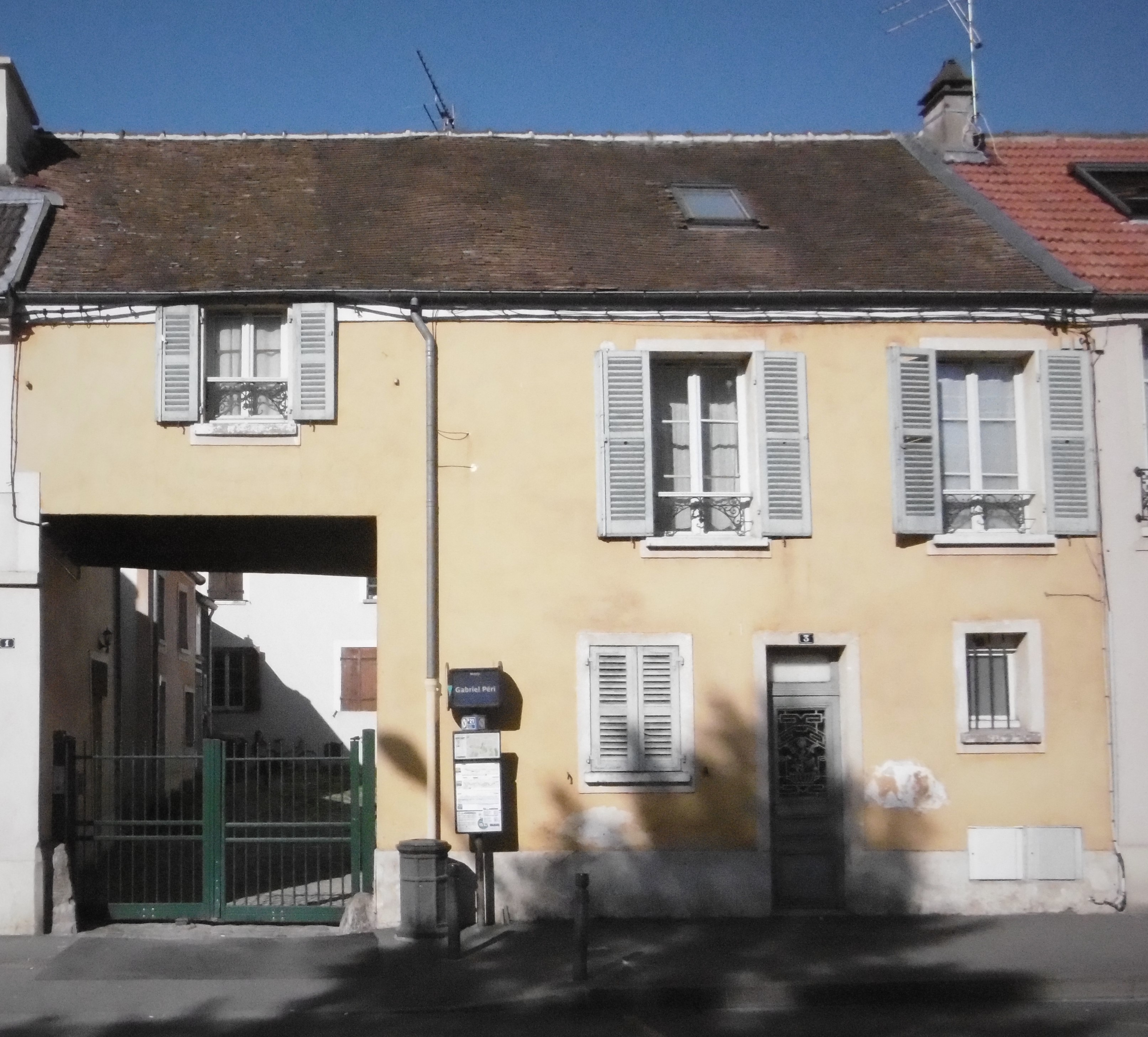
Porche de la cour du cheval blanc

La rue très ancienne figure sur les premiers plans représentant Massy.
Elle était dénommée « rue du Cheval Blanc»  en raison d’une auberge à l’angle de la grande rue (actuelle rue Gabriel-Péri) à l’emplacement de la pharmacie où un charretier louait un cheval de renfort pour gravir la pente très raide de la route de Chartres vers le plateau et le lieu-dit du Petit-Massy.
Elle fut renommée rue Fustel de Coulanges en 1913.
Elle longeait, à l’angle de la grande rue, actuelle rue du 8 mai 1945, le château d’en bas construit au XVIIIe siècle appartenant à depuis 1920 à la famille de Vilmorin. Michel de Vilmorin le vend en 1966  à un promoteur qui y aménage la résidence Massy-Chevreuse. La rue longeait le parc de ce château qui s’étendait jusqu’à la voie de Briis englobant l’avenue de l’Europe et le parc de Briis. La partie du parc entre la rue Fustel de Coulanges, le chemin du trou  de Toulon et l’avenue de l’Europe est vendue en 1960 à un promoteur qui y construit la résidence du parc de Massy.
Le terrain au-delà de cet ensemble immobilier était exploité jusqu’au cours des années 1950 par la tuilerie de Massy puis par une briqueterie pour y extraire la glaise.

## Description
Les premières maisons du côté des numéros impairs du 1 au 11 sont anciennes, datant du XVIIIe siècle, notamment le porche de la cour de l’ancienne auberge du cheval blanc, ou du XIXe siècle suivies par quelques bâtiments du début ou du milieu du XXe siècle.
Côté pair, la rue longe les ensembles immobiliers de Massy-Chevreuse et du parc de Massy datant des années 1960.
Le chemin du trou de Toulon est ainsi dénommé par la comparaison des conditions d’exploitation de la glaisière avec celles du bagne de Toulon.

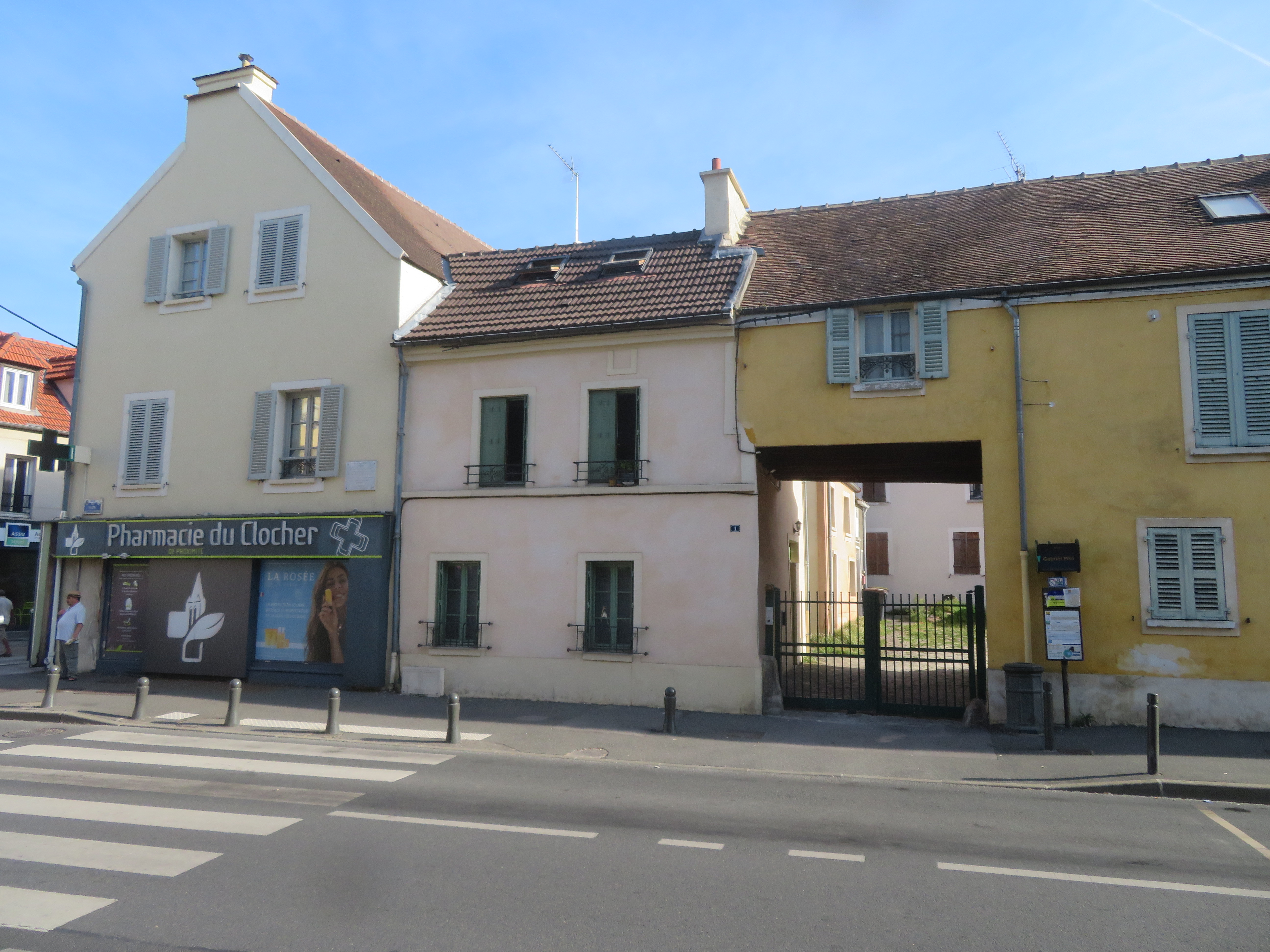
Ancienne cour du cheval blanc rue Fustel de Coulanges
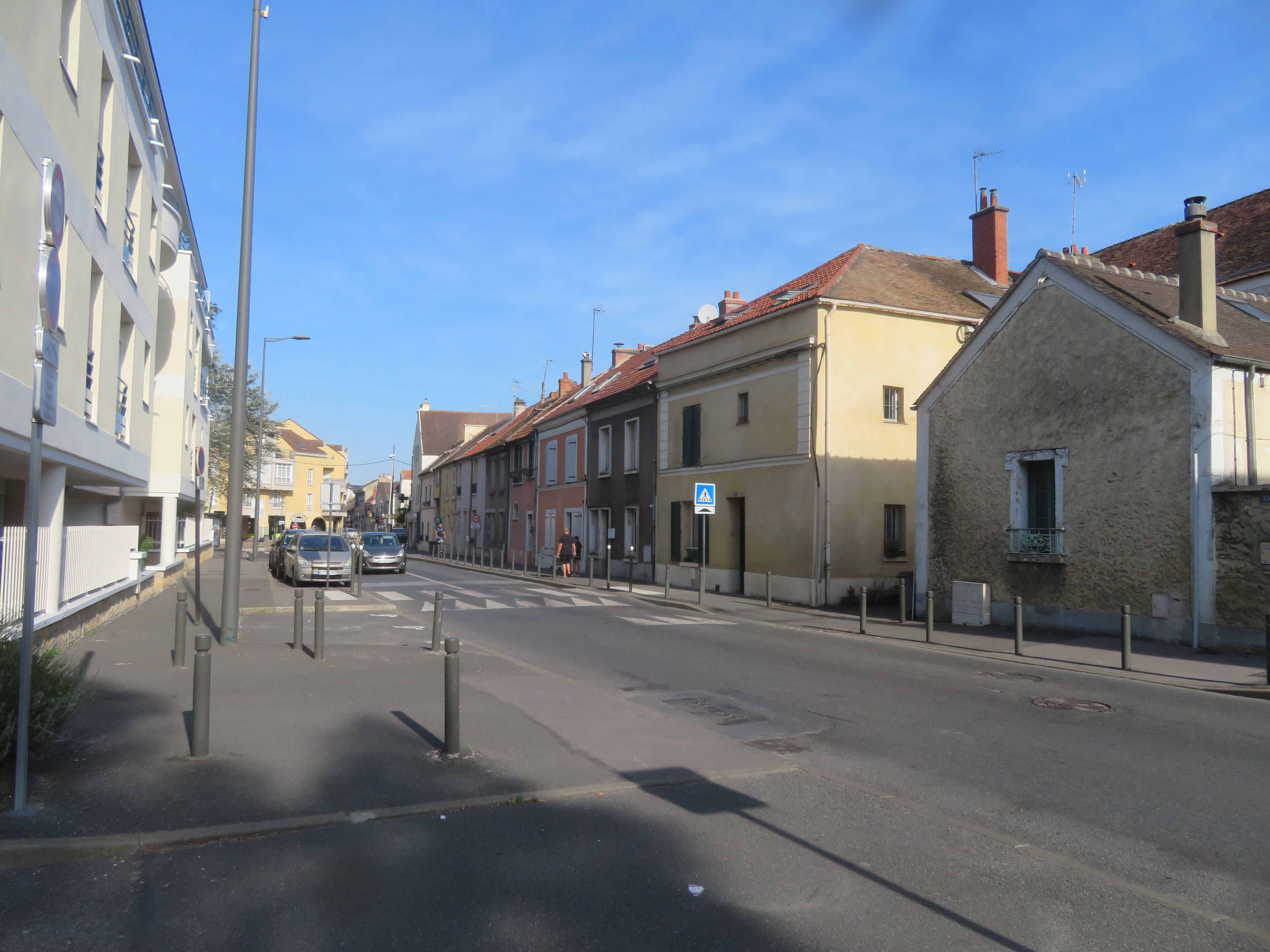
Rue Fustel de Coulanges vue vers la rue de la Division Leclerc
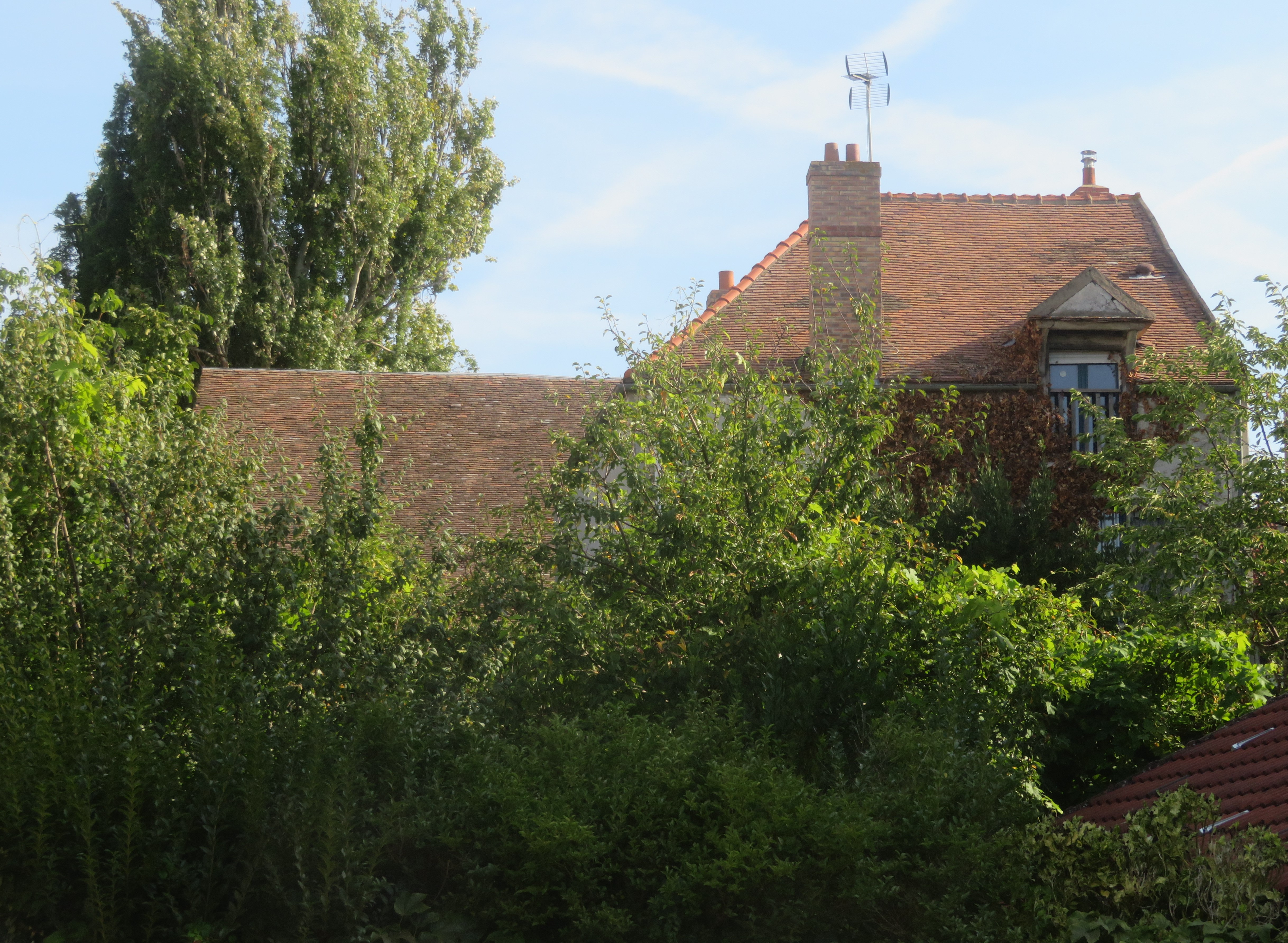
Maison à l'arrière de la rue Fustel de Coulanges